# 天黑請閉眼 (歌曲)
《天黑請閉眼》是一首由臺灣創作歌手陳零九和邱鋒澤一同創作的歌曲，由兩人一同作曲，陳零九作詞。兩人一同參與《娛樂百分百》「凹嗚狼人殺」單元，引起迴響，因而藉著狼人殺桌遊內容創作此曲。兩人邀請趙正平、愷樂、吳心緹、小賴、詹子晴、凱希、婁峻碩等凹嗚狼人殺玩家參與音樂錄影帶拍攝，2019年5月10日推出歌曲與音樂錄影帶。音樂錄影帶由邱鋒澤創立的原音兄弟製作，其合作夥伴張暐弘執導，並由陳零九經紀公司滾石唱片發行。

## 迴響

### YouTube
《天黑請閉眼》音樂錄影帶為陳零九與邱鋒澤兩人在YouTube平台上點閱率最高的作品。陳零九和邱鋒澤承諾會在達到500萬觀看次數推出第二首狼人殺主題合作單曲，並於2019年8月23日發布《天亮請睜眼》。

## 軼事
二人受邀到娛樂節目《綜藝大熱門》。二人亦在《超任性音樂教室》頻道現場演唱，陳零九揭露創作係於騎摩托車時寫出，主歌與副歌段落則分別由邱鋒澤與陳零九寫出。

## 榜单提名
此曲在2019年5月14日登上KKBOX台湾华语新歌日榜第八名至同年6月8日登上第二名；在2019年5月10日登上新加坡华语新歌日榜第六名至同年6月8日第二名。